# Madalena Antunes
Maria Madalena Antunes Pereira (Ceará-Mirim, 25 de maio de 1880 — Natal, 11 de junho de 1959) foi uma memorialista brasileira.
Publicou em 1958 o seu único livro, Oiteiro - Memórias de uma sinhá-moça. O título é uma referência ao Engenho Oiteiro, onde nasceu. Considerado o primeiro livro de memórias feminino do Rio Grande do Norte, reconstitui os últimos anos da monarquia na região.